# Chelan (Washington)
Chelan (kiejtése: ʃəˈlæn) az Amerikai Egyesült Államok északnyugati részén, Washington állam Chelan megyéjében elhelyezkedő város, a Wenatchee–East Wenatchee statisztikai körzet része. A 2010. évi népszámlálási adatok alapján 3890 lakosa van.

## Történet
A térségben az 1800-as évek második felében a szalis nyelvet beszélő chelan indiánok éltek; mire az első fehér, David Thompson 1811-ben ideérkezett, a lovak által behurcolt himlő, kanyaró és más fertőző betegségek az őslakosok számát megtizedelték. Az itt élő indiánoknak nem volt vezetőjük, a döntéseket családi körben hozták meg. Amikor a fehér telepesek megjelentek, a shahaptin Moses törzsfőnök területén hozták létre a rezervátumot. A bányászok egyre növekvő száma miatt a kis közösség nem tudta megvédeni magát, és minden földjüket elvesztették.
A telepesek és az őslakosok között az 1870-es években fennálló feszültség miatt Henry C. Merriam ezredes felügyelte a Moses Columbia rezervátumot. Mivel a Chelan-tó a terepviszonyok miatt megközelíthetetlen volt, a Columbia folyó irányából kerülőutat építettek. Az ezredes és csapata 1880 októberében elhagyta a tábort, és Spokane mellé települtek át.
Az első fehér bőrű telepesek William Sanders és Henry Dumpke volt, akiket az őslakosok maradásra bíztattak. Az 1888-ban ideérkező L. H. Woodin fűrésztelepet létesített, mások pedig öntözést nem igénylő gyümölcsöket termesztésébe fogtak.
A telkeket gyorsan eladták. 1890-ben megnyílt a postahivatal, 1893-ban pedig az iskola és a bank, később pedig egy üdülő is. Az 1893-as válság csak kisebb mértékben érintette a települést. Chelan 1902. május 7-én kapott városi rangot. 1903-ban bekapcsolták a közvilágítást és elindították a vízszolgáltatást. 1904-ben felépült a városháza, ami 1927-ben leégett.

## Éghajlat
| Hónap                         | Jan.  | Feb.  | Már.  | Ápr. | Máj. | Jún. | Júl. | Aug. | Szep. | Okt.  | Nov.  | Dec.  | Év    |
| ----------------------------- | ----- | ----- | ----- | ---- | ---- | ---- | ---- | ---- | ----- | ----- | ----- | ----- | ----- |
| Rekord max. hőmérséklet (°C)  | 16,7  | 17,2  | 22,2  | 31,1 | 36,7 | 42,8 | 41,1 | 41,1 | 36,1  | 31,1  | 22,2  | 15,0  | 42,8  |
| Átlagos max. hőmérséklet (°C) | 1,1   | 5,0   | 10,6  | 16,1 | 21,1 | 25,0 | 29,4 | 29,4 | 24,4  | 16,1  | 6,7   | 0,6   | 15,5  |
| Átlagos min. hőmérséklet (°C) | −3,9  | −2,8  | 0,6   | 4,4  | 8,9  | 12,8 | 16,1 | 15,6 | 10,6  | 5,0   | 0,0   | −4,4  | 5,3   |
| Rekord min. hőmérséklet (°C)  | −21,1 | −18,9 | −12,8 | −3,3 | 0,0  | 0,6  | 3,3  | 6,1  | −3,3  | −10,6 | −19,4 | −27,8 | −27,8 |
| Átl. csapadékmennyiség (mm)   | 40    | 34    | 23    | 16   | 25   | 22   | 9    | 8    | 9     | 20    | 45    | 40    | 291   |
| Forrás: The Weather Channel   |       |       |       |      |      |      |      |      |       |       |       |       |       |

## Népesség
A 2010-es népszámláláskor a városnak 3890 lakója, 1602 háztartása és 1031 családja volt. A népsűrűség 224,6 fő/km2. A lakóegységek száma 2516, sűrűségük 145,3 db/km2. A lakosok 80,1%-a fehér, 0,4%-a afroamerikai, 1,4%-a indián, 0,9%-a ázsiai, 0,1%-a a Csendes-óceáni szigetekről származik, 14,1%-a egyéb, 3,1%-a pedig kettő vagy több etnikumú. A spanyol vagy latino származásúak aránya 24,2% (22,6% mexikói, 0,2% Puerto Ricó-i,  1,4% egyéb spanyol vagy latino származású.)
A háztartások 26,3%-ában élt 18 évnél fiatalabb. 49,1% házas, 10,6% egyedülálló nő, 4,7% egyedülálló férfi, 35,6% pedig nem család. 28,8% egyedül élt; 13,1%-uk 65 éves vagy idősebb. Egy háztartásban átlagosan 2,39 személy élt; a családok átlagmérete 2,91 fő.
A medián életkor 44,1 év volt. A város lakóinak 22,4%-a 18 évesnél fiatalabb, 7,6% 18 és 24 év közötti, 20,9%-uk 25 és 44 év közötti, 30,2%-uk 45 és 64 év közötti, 18,9%-uk pedig 65 éves vagy idősebb. A lakosok 49,9%-a férfi, 50,1%-a pedig nő.

## Fordítás
Ez a szócikk részben vagy egészben  a   Chelan, Washington című angol Wikipédia-szócikk ezen változatának fordításán alapul.  Az eredeti cikk szerkesztőit annak laptörténete sorolja fel. Ez a jelzés csupán a megfogalmazás eredetét és a szerzői jogokat jelzi, nem szolgál a cikkben szereplő információk forrásmegjelöléseként.